# Điền Trung (phó đô đốc)
Điền Trung (tiếng Trung: 田中; sinh năm 1956) là Phó Đô đốc Hải quân Quân Giải phóng Nhân dân Trung Quốc (PLAN). Ông hiện là Phó Tư lệnh Hải quân Quân Giải phóng Nhân dân Trung Quốc, nguyên Ủy viên Ban Chấp hành Trung ương Đảng Cộng sản Trung Quốc khóa XVIII và Tư lệnh Hạm đội Bắc Hải.

## Tiểu sử

### Thân thế
Điền Trung sinh tháng 12 năm 1956 tại Hoàng Hoa, tỉnh Hà Bắc.

### Giáo dục
Tháng 5 năm 1984, ông theo học Trường Văn hóa Cán bộ Quân Giải phóng Nhân dân Trung Quốc.

### Sự nghiệp
Tháng 12 năm 1974, ông tham gia Quân Giải phóng Nhân dân Trung Quốc. Tháng 12 năm 1976, ông được kết nạp vào Đảng Cộng sản Trung Quốc. Ông từng đảm nhiệm chức vụ Phó Đại đội trưởng Đại đội 21 trục lôi hạm Hải quân; Phó Chủ nhiệm rồi Chủ nhiệm Căn cứ huấn luyện Sa Giác (沙角) thuộc Hạm đội Nam Hải; Tư lệnh Thủy Cảnh khu Sán Đầu (汕头) thuộc Hải quân Trung Quốc, Phó Tham mưu trưởng Hạm đội Nam Hải và Tham mưu trưởng Căn cứ hải quân Du Lâm. Năm 2001, Điền Trung được phong quân hàm Chuẩn đô đốc.
Tháng 12 năm 2003, Điền Trung được điều động làm Tư lệnh Căn cứ Bảo đảm Lữ Thuận, Hải quân Trung Quốc. Tháng 7 năm 2007, ông được luân chuyên giữ chức Tham mưu trưởng Hạm đội Bắc Hải. Tháng 12 năm 2007, Điền Trung được bổ nhiệm giữ chức vụ Phó Tư lệnh Quân khu Tế Nam kiêm Tư lệnh Hạm đội Bắc Hải. Năm 2009, ông được thăng quân hàm Phó Đô đốc. Ngày 14 tháng 11 năm 2012, tại Đại hội Đảng Cộng sản Trung Quốc lần thứ 18, Điền Trung được bầu làm Ủy viên Ban Chấp hành Trung ương Đảng Cộng sản Trung Quốc khóa XVIII.
Tháng 1 năm 2014, Điền Trung được bổ nhiệm giữ chức vụ Phó Tư lệnh Hải quân Quân Giải phóng Nhân dân Trung Quốc, kế nhiệm ông làm Tư lệnh Hạm đội Bắc Hải là Phó Đô đốc Khâu Diên Bằng.